# Vámosi András
Vámosi András (Tata, 1947. október 19. – 2015. február 16.) Balázs Béla-díjas (1998) hangmérnök, filmproducer.

## Életpályája
1954–1961 között végezte el az általános iskolát. 1961–1965 között a székesfehérvári Ságvári Endre Gép- és Híradásipari Technikum diákja volt. 1966–1968 között az Ikarus Járműgyárban villanyszerelőként dolgozott. 1967–1970 között a Felsőfokú Gép- és Híradásipari Technikumban a vezetéknélküli híradásipari szak tanulója volt. 1968 óta a Mafilm hangosztályán dolgozik. 1971–1974 között a Kandó Kálmán Villamosipari Műszaki Főiskola hallgatója volt. 1987-től szerkesztő-rendezőként is készít filmeket. 1989-ben Urai Klárával megalapította az Urai-Vámosi Kft.-t. 1992–2004 között a Magyar Hangmérnökök Társaságának (H.A.E.S.) elnöke volt.
Az évek alatt Róna Péter, Bácskai Lauró István, Tarr Béla, Rózsa János, Gaál István, Sós Mária, Dobray György, Fazekas Lajos, Miklauzic Bence, Kardos Ferenc, Gyöngyössy Imre, Fehér György, Jancsó Miklós, Makk Károly, Grunwalsky Ferenc munkatársa volt.

## Filmjei
- Keménykalap és krumpliorr (1978)
- Családi tűzfészek (1979)
- Kojak Budapesten (1980)
- Klapka légió (1983)
- Jób lázadása (1983)
- A magyar nép nevében (1984)
- Egy teljes nap (1988)
- K1 (1989)
- A legényanya (1989)
- Kicsi, de nagyon erős (1989)
- K2 – Film a prostituáltakról (1990)
- Találkozás Vénusszal (1991)
- Goldberg variációk (1992)
- Jó éjt királyfi (1994)
- Utriusz (1994)
- Szenvedély (1998)
- Ébrenjárók (2002)
- Velem mindig történik valami (2003)
- Miraq (2005)
- Gólyamese (2005)
- Indián nyár (2006)
- 8 (2007)
- Iszka utazása (2007)
- Álomlátók (2008)
- Így, ahogy vagytok (2010)
- Kövek üzenete
- Táncalak